# Sinxumulixir
Sinxumulixir (o Sin-xumu-lixir) fou un general i usurpador del poder reial a Assíria el 626 aC. No hi ha gairebé fonts sobre aquest personatge.
Apareix esmentat per primer cop en una inscripció quan era general d'Aixuretililani. A la mort del seu senyor a Nippur el 626 aC en lluita contra un germà rebel, s'hauria proclamat rei d'Assíria i Babilònia, i la llista reial d'Uruk li dona un any de regnat abans de Sin-xar-ixkun, el rebel i vencedor d'Aixuretililani, fill d'Assurbanipal. El seu primer any de regnat està testimoniat en fonts babilònies a les ciutats de Bab-ili (Babilim), Nippur (que pertanyia a Assíria), i Ru'a. Com que cap font esmenta un segon any de regnat devia perdre el poder aviat en circumstàncies desconegudes. Hauria dominat principalment a Babilònia i només va poder ser el 626 aC, ja que abans d'aquesta data està testimoniat allí Kandalanu i després Nabopolassar i Sinxarixkun.